# Zamarada ferruginata
Zamarada ferruginata là một loài bướm đêm trong họ Geometridae.